# Паметник на кан Котраг (Ширяево)
Паметникът на кан Котраг в село Ширяево, Самарска област, Русия е издигнат в чест на Котраг, владетеля основател на Волжка България, на 12 януари 2023 г..

## Композиция
Паметникът представлява бронзова фигура на кан Котраг, седнал на кон.
Скулптор на конната статуя е Дишко Дишков, чието дело са още паметниците на кан Алцек в градчето Челе ди Булгерия в Италия, както и на кан Аспарух в „Исторически парк“ край село Неофит Рилски в община Ветрино.

## История

### Предистория
Българският посланик в Русия Бойко Коцев обявява желанието си да се издигне паметник на кан Котраг при посещение в Казан през август 2018 г.
Проектът на паметника и неговото транспортиране до Русия са осъществени от Фондация „Въздигане“. Тя издига скулптурата на кан Алцек в Челе ди Булгерия, Италия 4 години преди това.
Първият паметник на кан Котраг е издигнат на 12 юни 2022 г. в село Шемурша в Република Чувашия от Руската федерация. Паметникът е изработен от скулптора академик Николай Кондрашкин, председател на Чувашката национална академия на науките и изкуствата. Паметниците, като носители на информация за историческото минало, са признание за българския принос в Европейската цивилизация.

### Реализиране
Председателят на КИФ „Булгарское наследие“ Гумар Батршин посочва, че за издигането на паметника е имало редица пречки.
Откриването се отлага неколкократно. За местоположение е бил избран първоначално град Болгар, а след това гр. Тетюши, пак в Татарстан. Били са необходими 13 години за одобрение на споразумението за разпределяне на парцел за изграждане на историческия обект и още 8 месеца за изработването на паметника. За местоположение е избран брегът на река Волга на Поповия хълм на село Ширяево. Паметникът е издигнат на определената за целта площадка в историко-музейния комплекс на селото. Монтажът от културно-историческия фонд „Булгарско наследие“ е извършен незабавно въпреки ниските температури от -28°C.
Официалното откриване е планирано за пролетта. В плановете на КИФ „Българско наследство“ са още поставяне на гранитна плоча на паметника, облагородяване с тротоари с дължина 250 м от общия път до историческата местност и допълнително озеленяване по алеята.

### Критики
Доставянето на паметника от България в Русия е съпътствано с перипетии, т.к. износът за Русия е ограничен от санкции от Европейския съюз във връзка с Руското нападение над Украйна от 2022 г. За законното му преминаване през държавни граници и собственици паметникът е предаден на турски партньори и превозен над 2000 км от Истанбул през Иран и Азербайджан, за да достигне крайната си дестинация. В статия на фашисткия антируски сайт „Площад Славейков“ се прави внушението, че това е „избягване на санкциите“.

## Значение
От фондация „Въздигане“ споделят: „В Татарстан и Чувашия се правят опити за преименуване на двете републики във Волжка България. Този паметник ще даде надежда и сили на всички българи, които са запазили своето самосъзнание по тези земи“.
Национални активисти в Чувашия оценяват издигането на паметници от този исторически период като важно събитие за цялата чувашка история. „Котраг е основателят на Волжка България, благодарение на който нашите предци са дошли в Поволжието. Това е много значима фигура за целия чувашки народ. Затова поставянето на паметника е от голямо значение за нас. Това е първият подобен паметник на нашите предци“ – коментира националната активистка от Чувашия Галина-Айпике Григориева. 

## Вижте още
- Паметник на кан Котраг (Шемурша)